# Воганце
Воганце или Воганци (на сръбски: Воганце или Vogance) е село в община Буяновац, Пчински окръг, Сърбия.

## История
В края на XIX век Воганце е село в Прешевска кааза на Османската империя. Според статистиката на Васил Кънчов („Македония. Етнография и статистика“) от 1900 година Воганци е населявано от 130 жители българи християни. Според патриаршеския митрополит Фирмилиан в 1902 година във Воганце има 25 сръбски патриаршистки къщи. По данни на секретаря на Българската екзархия Димитър Мишев („La Macédoine et sa Population Chrétienne“) в 1905 година в Воганци (Vogantzi) има 176 българи патриаршисти гъркомани.
В 2002 година в селото живеят 50 сърби и 1 непосочил.

## Население
- 1948- 127
- 1953- 146
- 1961- 149
- 1971- 121
- 1981- 84
- 1991- 46
- 2002- 51